# Ramón de Santiago
Ramón de Santiago (Montevideo, 29 de abril de 1831- 3 de enero de 1900) poeta, periodista y músico uruguayo.

## Biografía
Realizó un breve pasaje por la Universidad Mayor de Montevideo para luego comenzar su trabajo en el gobierno de la época siendo designado Ministro de Relaciones Exteriores, estando afiliado al Partido Nacional (Uruguay) de 1860 a 1865. Participó de muchas de las revoluciones que sucedieron a fines del siglo XIX.
Escribió para varios diarios efímeros y asumió en 1870 un puesto en la redacción del El Telégrafo Marítimo compartiendo el lugar de trabajo con su hermano Julián de Santiago.
Utilizó el seudónimo R. de S. para firmar muchos de sus escritos en la prensa de Montevideo.

## Obras
- La loca del Bequeló